# فورد پروب
فورد پروب (Ford Probe) خودرویی است که در سال‌های ۱۹۸۹ تا ۱۹۹۷در ایالات متحده آمریکا تولید شده‌است.
طراحی آن خودروهای موتور جلو-محور جلو بوده است.